# Pernille Svarre
Pernille Svarre (19 november 1961) is een triatleet uit Denemarken. Ze doet aan moderne vijfkamp en aan triatlon.

## Moderne vijfkamp
Op de Olympische Zomerspelen van Sydney in 2000 nam ze deel aan de moderne vijfkamp, en eindigde ze als 19e. Dat zelfde jaar werd ze op de Wereldkampioenschappen moderne vijfkamp 2000 wereldkampioen op dat onderdeel.
In Denemarken werd ze twaalfmaal nationaal kampioene.

## Triatlon
In 1988 wordt Svarre derde op de Europese kampioenschappen triatlon olympische afstand, en nam ze deel aan de Ironman Hawaï 1988.